# Jim Xhema
Jim Xhema, pseudonimo di Xhemail Xhema (Tupallë, 1942), è un attivista albanese per i diritti degli albanesi.

## Biografia
Jim Xhema è nato a Tupallë, nell'attuale territorio della Serbia. Studia in lingua albanese fino alla quarta elementare presso il proprio paese d'origine sino a quando l'istituto scolastico non venne chiuso dal regime serbo. Dovette proseguire gli studi a Medvegjë in lingua serba. In seguito, iniziò la scuola superiore a Gjilan e la concluse a Prishtina. Dal settembre 1960 diventa insegnante ed inizia a lavorare in diverse città come: Svircë, Tygjec, Tupallë, Banjën e Siarinës.
Nel settembre 1968 emigra negli Stati Uniti grazie all'aiuto del proprio zio il Dr. Hajdar Xhema, medico e direttore di una clinica di New York. Nel 1980 venne raggiunto negli Stati Uniti dal fratello Ramadan Xhema fuggito alla repressione del regime nazionalista serbo.
Negli anni '70 fonda la Xhema Industries una delle maggiori imprese di costruzioni di New York.
Dal 1984 inizia una lunga attività politica a difesa dell'Albania Etnica a fianco al deputato di origini albanesi Joseph J. DioGuardi.

## Impegno politico
È un'attivista per i diritti degli albanesi ed insieme a suo fratello Ramadan, ha contribuito sia materialmente che intellettualmente all'instaurazione di legami con molti politici americani. Questo impegno è stato osservato anche dal servizio segreto serbo che ha cercato più volte di fermarlo.